# 1988
1988 (MCMLXXXVIII) byl rok, který dle gregoriánského kalendáře započal pátkem.

## Události

### Československo
- V Československu probíhala celorepubliková kampaň nazvaná Šance pro tři miliony, která byla zaměřená na boj proti kouření. Tři miliony měly představovat uvažovaný (a značně nadsazený) počet narozených dětí v ČSSR od roku 1988 do roku 2000. Z médií byla kampaň nejvíce propagována v Československém rozhlase na stanici Praha.[1] Během roku bylo odvysíláno 46 zábavně osvětových pořadů, které moderoval Miroslav Horníček, a v nichž vystupovalo 25 odvážlivců dobrovolníků, kteří se v roce 1988 rozhodli skoncovat s kouřením. Na konci roku zveřejnilo Ministerstvo zdravotnictví výsledky průzkumu zjišťujícího dopad kampaně – 6 % dotázaných přestalo zcela kouřit, 19 % omezilo spotřebu cigaret, 28 % přestalo kouřit alespoň před dětmi a 14 % respondentů přestalo kouřit v přítomnosti nekuřáků. Zároveň se však 52 % dotázaných vyjádřilo, že kouření je svobodná volba a soukromá věc každého jednotlivce.

- 11. ledna – Vyšlo první číslo samizdatových Lidových novin.[2]
- 10. ledna – V deníku Italské komunistické strany L'Unita vyšel rozhovor s prvním tajemníkem ÚV KSČ v období pražského jara Alexandrem Dubčekem. Dubček v rozhovoru přirovnal probíhající proces Přestavby k obrodnému procesu v roce 1968 a podrobil kritice období normalizace. Rozhovorem se zabývalo oddělení propagandy a agitace ÚV KSČ. Interpretovalo ho jako formu otevřeného politického boje s cílem přehodnocení krizových událostí roku 1968 a následného vývoje. Překlad článku byl předložen vedoucím tajemníkům krajských, okresních a městských výborů KSČ jako interní a důvěrná informace.
- 11. ledna – Při setkání Miloše Jakeše a Michaila Gorbačova v Moskvě bylo projednáno i předcházející vystoupení Alexandra Dubčeka v listu italských komunistů. Gorbačov vyjádřil souhlas s postojem KSČ, který se k přehodnocení celého normalizačního vývoje stavěl krajně odmítavě.
- 11. března – Ve sportovní hale na pražském výstavišti vystoupili členové jedné z toho času nejpopulárnějších hudebních skupin Depeche Mode z Británie. Kulturní akce zorganizovaná v té době monopolní hudební agenturou Pragokoncert se setkala s obrovským zájmem příznivců populární hudby. I přes relativně vysokou cenu vstupného – 150 Kčs projevilo zájem o lístky přes 90 tisíc lidí.
- 16. března – Příslušníci Sovětské armády ukončili stahování jaderných raket OTR 22 ze základny v Hranicích. Na území Československa tak údajně neměly zůstat žádné jaderné zbraně.
- 25. března – Na Hviezdoslavově náměstí v Bratislavě se uskutečnila Svíčková demonstrace za náboženskou svobodu, lidská práva a obsazení prázdných biskupských stolců a Československu. Sešlo se několik tisíc katolíků z celého Československa. Akce byla organizována představiteli slovenských nezávislých katolíků. Orgány Sboru národní bezpečnosti proti pokojně manifestujícím občanům rázně zakročily za použití obušků a vodních děl.
- 30. března – v Budapešti byl studenty a mladými intelektuály založen Svaz mladých demokratů, dnes známý jako Fidesz.
- 8.–9. dubna – Na devátém zasedání ÚV KSČ došlo k výrazným změnám ve vedení strany. Do ústředního výboru bylo kooptováno deset převážně mladších členů. Z předsednictva byl uvolněn Antonín Kapek, z funkcí vedoucích tajemníků pak Josef Haman, Josef Havlín a Jindřich Poledník. Do předsednictva KSČ byli nově zvoleni Jan Fojtík a Ignác Janák, který se zároveň stal generálním tajemníkem ÚV KSS (nahradil Jozefa Lenárta). Do sekretariátu ÚV KSČ byli nově kooptováni předseda ÚV SSM Vasil Mohorita a Miroslav Štěpán, který nahradil Antonína Kapka na pozici vedoucího tajemníka Městského výboru KSČ v Praze.
- 12. dubna – Členové mládežnické brigády hlubičů z Výstavby Ostravsko-karvinských dolů vytěžili z hloubky 885 m první uhlí z podzemí nového kamenouhelného dolu Frenštát na Novojičínsku. Uhlí dosahovalo vysoké kvality a bylo vhodné ke koksování. Splnil se tak předpoklad ostravských geologů o velkých zásobách kvalitního černého uhlí také v podhůří Beskyd. Po sametové revoluci byla však těžba na popud místních občanů a ekologů zastavena a důl byl zakonzervován. Jeho další osud je dnes předmětem ostrých sporů mezi oběma stranami.[3]
- 19. dubna – V účinnost vstoupil ústavní zákon 42/1988 Sb. O změnách v soustavě federálních ústředních orgánů. Cílem zákona bylo zefektivnění státní správy a snížení byrokracie. Sloučena byla ministerstva dopravy a spojů do Federálního ministerstva dopravy a spojů a hutnictví a těžkého strojírenství, všeobecného strojírenství a elektrotechnického průmyslu do Federálního ministerstva hutnictví, strojírenství a elektrotechniky. Zároveň byly provedeny změny ve struktuře Státní plánovací komise. V souladu se zákonem odešlo 7 ministrů, počet členů vlády poklesl z 26 na 20.
- 21. dubna – Byla jmenována šestá vláda Lubomíra Štrougala.
- 26. dubna – Po dlouhotrvajících výsleších, fyzickém týrání a záměrném zanedbávání lékařské péče zemřel ve věznici v Hradci Králové pětatřicetiletý politický vězeň Pavel Wonka, který se ve volbách 1986 snažil kandidovat jako nezávislý kandidát. 6. května se ve Vrchlabí na Trutnovsku konal pohřeb, který se stal manifestací odporu proti režimu – za dozoru orgánů Státní bezpečnosti se ho zúčastnilo na 2000 osob včetně představitelů Charty 77, Jazzové sekce, Výboru na obranu nespravedlivě stíhaných, zástupců velvyslanectví několika západních zemí a štábu západoněmecké televize ARD.
- 1. června – V Rudém právu vyšel článek „Zapomenutá vesnice“, který na příkladu vesnice Moravská Huzová na Olomoucku, která byla v roce 1974 připojena pod střediskovou obec Štěpánov, poukazuje na úpadek a zanedbávání problému venkovských sídel, které při budování střediskové soustavy osídlení přišly o postavení obce, byl v nich zrušen národní výbor, a byly přičleněny pod spádovou „střediskovou“ obec.[4] Autor článku poukazuje na odliv obyvatel, zhoršování úrovně důležitých služeb (obchod, restaurace) a zanedbávání infrastruktury v osadě.
- 11. června – Na základě dohody mezi ČSSR a Vatikánem bylo při slavnostní bohoslužbě v pražské katedrále sv. Víta vysvěceno pět nových katolických biskupů.
- 14. června – S účinností od 1. července vstoupil v platnost dlouho očekávaný zákon č. 88/1988 Sb. O státním podniku, který znamenal významný krok k přestavbě hospodářského mechanismu. Opuštěno bylo třístupňové řízení národního hospodářství (postupně rušen měl být prostřední stupeň řízení – Výrobně hospodářské jednotky), podnikům byla poskytnuta větší nezávislost, nicméně hlavní prvek – úplné podřízení výroby plánu nadále přetrval. Bouřlivou diskusi vyvolal zejména návrh volby podnikového ředitele shromážděním pracovníků na pětileté volební období, který byl i přes odpor mnohých dosavadních podnikových ředitelů nakonec schválen a do zákona zahrnut.
- 14. června – V Praze byl na pankráckém předmostí Nuselského mostu uveden do provozu nový čtyřhvězdičkový hotel Forum. Šestadvacetipodlažní moderní budovu s 531 pokoji vystavěli během dvou let pracovníci jugoslávské firmy Union Engineering Beograd a rakouské firmy VARIMPEX Wien. Výstavba si vyžádala investici ve výši 1 400 mil. Kčs. Základní myšlenkou projektu byl vznik moderního hotelu pro mladé lidi s mladým personálem.[5]
- 17. června – Vleklé problémy se zásobováním toaletním papírem vystupňované požárem v papírnách Harmanec v okr. Banská Bystrica, které byly největším výrobcem toaletního papíru v ČSSR, dosáhly takové závažnosti, že je muselo projednávat předsednictvo ÚV KSČ. Rozhodnuto bylo o výstavbě nových výrobních kapacit tak, aby bylo možné dosáhnout produkce 2,5 kg toaletního papíru na osobu a přiblížit se evropskému průměru spotřeby. Dočasný výpadek v zásobování bylo nutné vyřešit dovozem z Rakouska a Číny za devizy.
- 1. července – V kinech měl premiéru film režiséra Víta Olmera Bony a klid natočený podle scénáře Radka Johna. Film vypráví příběh mladého muže, který se při cestě do Prahy zaplete s bandou veksláků. Přes mnohé peripetie hlavní hrdina postupně zapadne do prostředí velkých peněz, podvodů, kšeftování s cizinci a prostituce. Příběh končí u soudu. V hlavních rolích se představili Jan Potměšil, Roman Skamene, Veronika Jeníková, Tomáš Hanák, a další. Film relativně syrově zachycuje poměry v pražském „podsvětí“ 80. let. Mohl vzniknout díky postupnému uvolňování cenzury normalizačního režimu v období Perestrojky.[6]
- 1. července – V severočeské metropoli – Ústí nad Labem byl slavnostně zahájen provoz trolejbusů. První vozy se rozjely na lince 51 spojující sídliště Stříbrníky, střed města a sídliště Pod Holoměří. První trolejbusová linka se budovala čtyři roky, náklady na její výstavbu dosáhly 68 milionů Kčs. Zavedení trolejbusové dopravy mělo znečištěnému Ústí nad Labem přinést zejména pozitivní ekologický efekt a také úsporu 780 tis. l nafty ročně.[7]
- 21. srpna – Při příležitosti 20. výročí vpádu vojsk Varšavské smlouvy do Československa se v Praze na Václavském náměstí uskutečnila demonstrace několika tisíc lidí svolaná nezávislými opozičními iniciativami České děti a Nezávislé mírové sdružení. Demonstranti požadovali zrušení cenzury, odchod sovětských vojsk z území ČSSR, svobodné volby, pluralismus a dodržování lidských práv. Demonstrace byla rozehnána jednotkami bezpečnosti. Více než 100 účastníků bylo zadrženo, s 13 bylo zahájeno trestní řízení.
- 25. srpna – Předsednictvo ÚV KSČ vydalo prohlášení k politické situaci v období od 15. do 22. srpna. Hovoří se v něm o aktivizaci vnitřních nepřátel socialismu, kteří za podpory zahraničních konfidentů organizují provokační akce a nepřátelská vystoupení. Zároveň se zabývalo připravovaným návrhem nové ústavy ČSSR a činností Lidových milicí.
- 15. září – Na strojírenském veletrhu v Brně představil mladoboleslavský národní podnik Automobilové závody nový automobil Škoda Favorit.
- 2. října – V Československé televizi byl odvysílán první díl seriálu Chlapci a chlapi, který podle scénáře Karla Štorkána natočil režisér Evžen Sokolovský. Seriál z vojenského prostředí vypráví příběhy několika branců ze všech koutů republiky, kteří prožívají svůj první rok na vojně v městečku v jihočeském pohraničí. Řeší se v něm problémy mladých lásek, vztahů mezi rodiči a dětmi, vztahů mezi nadřízenými a podřízenými v rámci vojenského útvaru, včetně problému šikany na vojně. Děj se odehrává v letech 1984–1985, tj. v době, kdy se vojáci připravovali na šestou celostátní spartakiádu. Scénář seriálu bývá kritizován za idealizování života na vojně, kladně hodnocen byl však přirozeně představiteli Československé lidové armády. V hlavních rolích se představili Martin Zounar, Vladimír Javorský, Mário Kubec, Eva Vejmělková, František Kreuzmann a další. Během roku 1988 měly premiéru také historické seriály Rodáci a Cirkus Humberto. Děj seriálu Rodáci se odehrává na moravském maloměstě v době druhé světové války a těsně po ní. Je značně ideologicky zabarven, některé historické skutečnosti jsou v něm tendenčně překrucovány. V hlavní roli se představil Jan Šťastný. Seriál Cirkus Humberto natočený podle literární předlohy Eduarda Basse byl naopak velmi pozitivně přijat kritikou. Vystoupila v něm plejáda vynikajících českých herců, např. Jaromír Hanzlík, Radoslav Brzobohatý nebo Josef Kemr.[8]
- 10. října – Federální vláda pod vedením Lubomíra Štrougala podala demisi. O dva dni později byla jmenována vláda nová pod vedením dosavadního předsedy české vlády Ladislava Adamce, který patřil ke kritikům některých praktik normalizační politiky, a který považoval za nutný předpoklad úspěchu hospodářských reforem provedení reformy politické. Novým předsedou české vlády byl zvolen František Pitra.
- 15. října – V Praze se sešli představitelé disentu Jiří Dienstbier, Václav Havel, Václav Malý, a další s prvním náměstkem amerického ministra zahraničí Johnem Whiteheadem.
- 26. října – Na lince B pražského metra byly dány do provozu stanice Radlická, Jinonice (tehdy Švermova) a Nové Butovice (tehdy Dukelská).
- 28. října – U příležitosti 70. výročí vzniku Československa byl 28. říjen po dlouhé době opět vyhlášen státním svátkem. Během oslav konaných již v předchozích dnech vyhlásil prezident Gustáv Husák amnestii týkající se téměř 5 tis. uvězněných osob. Zároveň bylo zastaveno stíhání dalších 15 tisíc lidí, amnestováni byli rovněž českoslovenští občané zdržující se v zahraničí, kteří byli odsouzeni za nedovolené opuštění republiky, v případě, že neprojevují negativní vztah ke státnímu zřízení. Součástí oslav bylo také uvedení do provozu nového úseku pražské trasy metra B mezi stanicemi Smíchovské nádraží a Dukelská (dnes Nové Butovice) v Praze 5 a tramvajové tratě z Motola na Sídliště Řepy na Praze 6. V odpoledních hodinách 28. října se na Václavském náměstí shromáždilo několik tisíc osob k poklidné demonstraci. S akcí již delší dobu dopředu počítaly orgány Státní bezpečnosti, proto bylo asi 140 „rizikových“ osob zadrženo ještě před konáním demonstrace. Proti demonstrujícím na Václavském náměstí tvrdě zakročily bezpečnostní orgány a demonstrace byla za použití pendreků, vodních děl, obrněných transportérů a psů rozehnána. 133 účastníků bylo zadrženo, s 29 účastníky bylo zahájeno trestní řízení.
- 5. listopadu – V Praze byl ustanoven Československý helsinský výbor – organizace kladoucí si za cíl podporu zásad Závěrečného aktu Konference o bezpečnosti a spolupráci v Evropě z Helsinek ze srpna 1975. Do čela organizace se postavil Chartista Jiří Hájek.
- 9. – 20. listopadu – Na pozvání Italské komunistické strany a Italské socialistické strany vycestoval do Itálie na soukromou návštěvu Alexander Dubček. V Římě se setkal s vedoucími představiteli obou stran, na audienci byl ve Vatikánu přijat papežem Janem Pavlem II. 13. listopadu převzal na univerzitě v Bologni čestný doktorát politických věd.
- 23.–24. listopadu – Tajemník ÚV KSČ Vasil Biľak navštívil NDR. V Berlíně se sešel s vedoucím tajemníkem Jednotné socialistické strany Německa a předsedou státní rady NDR Erichem Honeckerem. Podrobili kritice vybrané aspekty Gorbačovovy „Přestavby“. Dospěli k závěru, že politika perestrojky a glasnosti není potřebná pro celý svět, a že její fungování v Sovětském svazu nemusí nutně znamenat pozitivní vliv na ostatní socialistické země, které by si měly zachovat vlastní, nezávislé řízení.
- 8. – 9. prosince – Na oficiální návštěvu Československa přiletěl do Prahy francouzský prezident François Mitterrand. Nejprve se setkal s představiteli státu Gustávem Husákem, Ladislavem Adamcem a Miloušem Jakešem. Opatrně jim naznačil, že v Československu je ještě velký prostor ke zlepšování lidských práv. Oficiální představitelé museli vzít na vědomí, že se Mitterand hodlá sejít i s představiteli neoficiální opozice. 9. prosince přijal poté na francouzském velvyslanectví zástupce Charty 77 a dalších opozičních seskupení v čele s Václavem Havlem. Projednával s nimi zejména otázku dalších možností rozvoje lidských práv a hrozby vzniku konzervativního uskupení NDR, ČSSR a Rumunska vystupujícím proti politice přestavby v SSSR.
- 10. prosince – Na Škroupově náměstí v Praze 3 se za účasti asi 3000 osob uskutečnila první povolená opoziční demonstrace uspořádaná v rámci oslav Dne lidských práv. Na demonstraci vystoupil Václav Havel a další představitelé Charty 77 i jiných opozičních iniciativ. Hymnu na shromáždění zazpívala Marta Kubišová. Minutou ticha vzpomněli účastníci demonstrace obětí zemětřesení v Arménii a odhlasovali rezoluci za propuštění politických vězňů.[9]
- 16. prosince v 16:00 hod. – Po 36 letech utichají československé rušičky zahraničního rozhlasového vysílání pro Československo (Svobodná Evropa, Hlas Ameriky, BBC, Deutsche Welle, Deutschlandfunk, apod.).

### Svět
- 13. – 28. února – Na Zimních olympijských hrách v kanadském Calgary se účastnilo 59 československých sportovců a získali jednu stříbrnou a dvě bronzové medaile.
- 20. února – Začala válka o Náhorní Karabach mezi Arménií a Ázerbájdžánem.
- 27. února – Při Sumgaitském pogromu severně od Baku zahynulo 32 osob a okolo 2000 jich bylo zraněno.
- 13. března – Mezi japonskými ostrovy Honšú a Hokkaidó pod Cugarským průlivem byl dán do provozu tunel Seikan, doposud nejdelší a nejhlubší tunel na světě, o délce 53,85 km v hloubce okolo 100 m.
- 16. března – Při chemickém útoku irácké armády během irácko-íránské války v kurdském městě Halabdža zahynulo 3200–5000 lidí a 7000–10000 jich bylo zraněno.
- 24. března – V Bělehradě byla otevřena první prodejna rychlého občerstvení McDonald's ve Východní Evropě.
- 30. března – V Budapešti byla založena mládežnická organizace Fidesz, která se později transformovala do politické strany.
- 14. dubna – Americká fregata USS Samuel B. Roberts najela v Perském zálivu na minu. 69 zraněných.
- 18. dubna – Operace Praying Mantis – Zásah US Navy proti íránským ropným plošinám v Perském zálivu.
- 27. června – Při železniční nehodě na Lyonském nádraží v Paříži zahynulo 56 osob.
- 30. června – Arcibiskup Lefebvre a biskup Castro-Mayer bez papežského mandátu vysvětili čtyři kněze FSSPX na biskupy, čímž stvrdili roztržku mezi svými tradiconalistickými bratrstvy a Římem.
- 3. července – Íránský Airbus A300B2 sestřelen nad Perským zálivem raketou odpálenou americkým křižníkem USS Vincennes, 290 mrtvých.
- 6. července – Exploze ropné plošiny Piper Alpha v Severním moři si vyžádala 167 lidských životů.
- 18. července – Bylo založeno Kněžské bratrstvo svatého Petra.
- 28. srpna – Při nehodě na leteckém dni na letecké základně Ramstein zahynulo 67 diváků a 3 piloti.
- 22. října – V pařížském kině Espace Saint-Michel bylo následkem žhářského teroristického útoku těžce zraněno čtrnáct osob.
- 2. listopadu – vypuštěn první počítačový červ.
- 15. listopadu – První start sovětského raketoplánu Buran.
- 19. listopadu demonstrovalo okolo milionu lidí podporu Slobodanovi Miloševićovi během tzv. mítinku bratrství a jednoty na soutoku Dunaje a Sávy v Bělehradě.
- 7. prosince – Zemětřesení v Arménii o síle 6,9 stupňů Richterovy stupnice téměř srovnalo se zemí města Spitak a Leninakan. Zahynulo okolo 25 000 lidí a škody dosáhly pěti miliard dolarů.
- 21. prosince – Aféra Lockerbie, teroristický útok na let Pan Am 103, 270 mrtvých.
- Usáma bin Ládin založil teroristickou organizaci al-Káida.
- Trent Reznor založil Nine Inch Nails.
- Izrael vypustil z kosmodromu Palmachin svoji první družici – Horizon.

## Vědy a umění
- Byly vydány knihy Alchymista (Paulo Coelho), Satanské verše (Salman Rushdie), Foucaultovo kyvadlo (Umberto Eco), Stručná historie času (Stephen Hawking) a Soudné sestry (Terry Pratchett).
- Premiéru měly filmy Nejistá sezóna (Ladislav Smoljak), Oznamuje se láskám vašim (Karel Kachyňa), Ropáci (Jan Svěrák), Kamarád do deště (Jaroslav Soukup) a Rain Man (Barry Levinson).
- Vznikly hudební kapely I. Českomoravská nezávislá hudební společnost (později Čechomor) a Tata Bojs.
- V anketě Zlatý slavík zvítězili Dalibor Janda, Petra Janů a skupina Citron.

## Nobelova cena
- Nobelova cena za fyziku – Leon Max Lederman, Melvin Schwartz a Jack Steinberger
- Nobelova cena za chemii – Johann Deisenhofer, Robert Huber a Hartmut Michel
- Nobelova cena za fyziologii a lékařství – James W. Black, Gertrude Belle Elionová a George H. Hitchings
- Nobelova cena za literaturu – Nagíb Mahfúz
- Nobelova cena za mír – Mírové síly OSN
- Nobelova pamětní cena za ekonomii – Maurice Allais

## Narození

### Česko

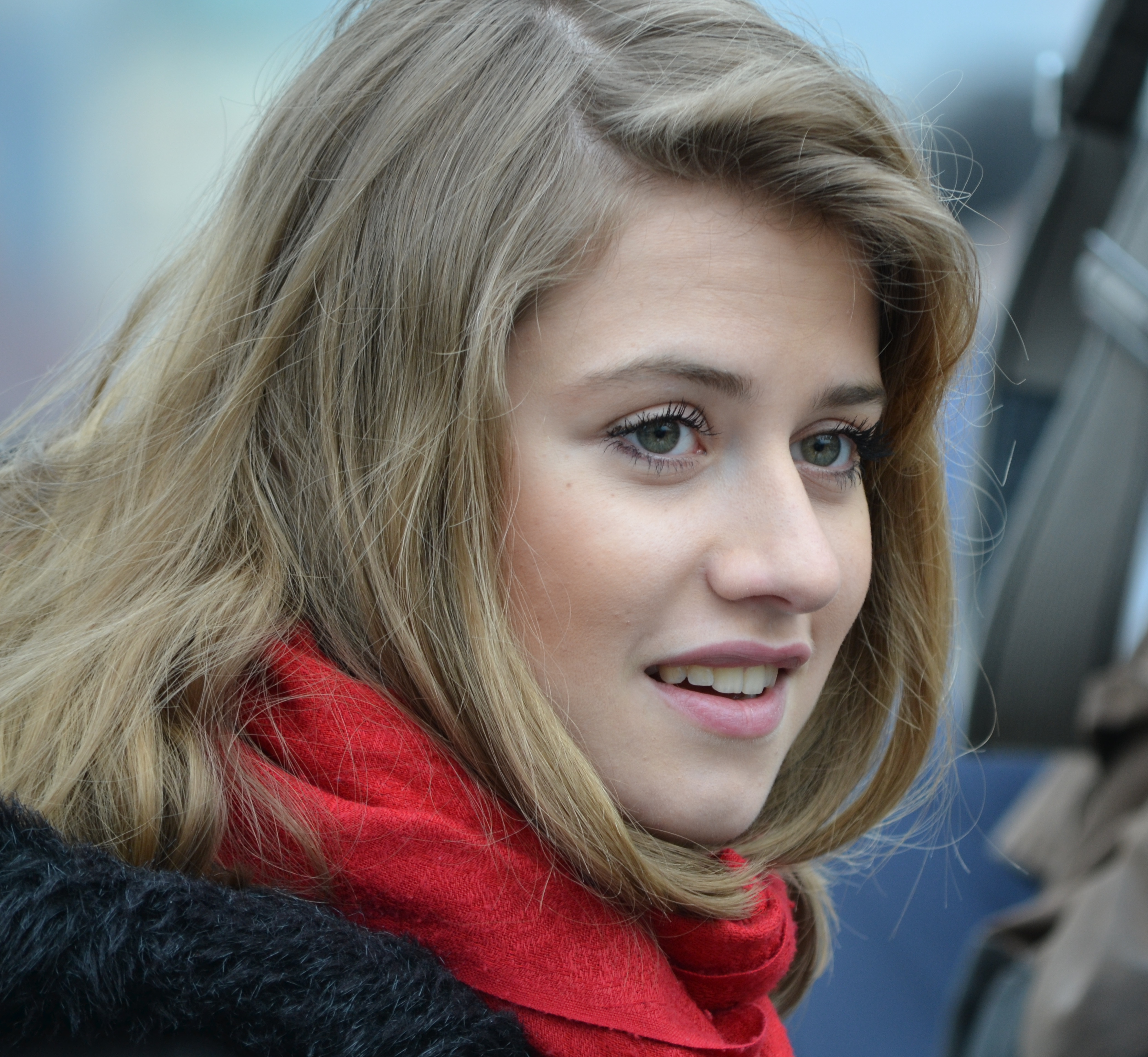
Emma Smetana (* 11. února)

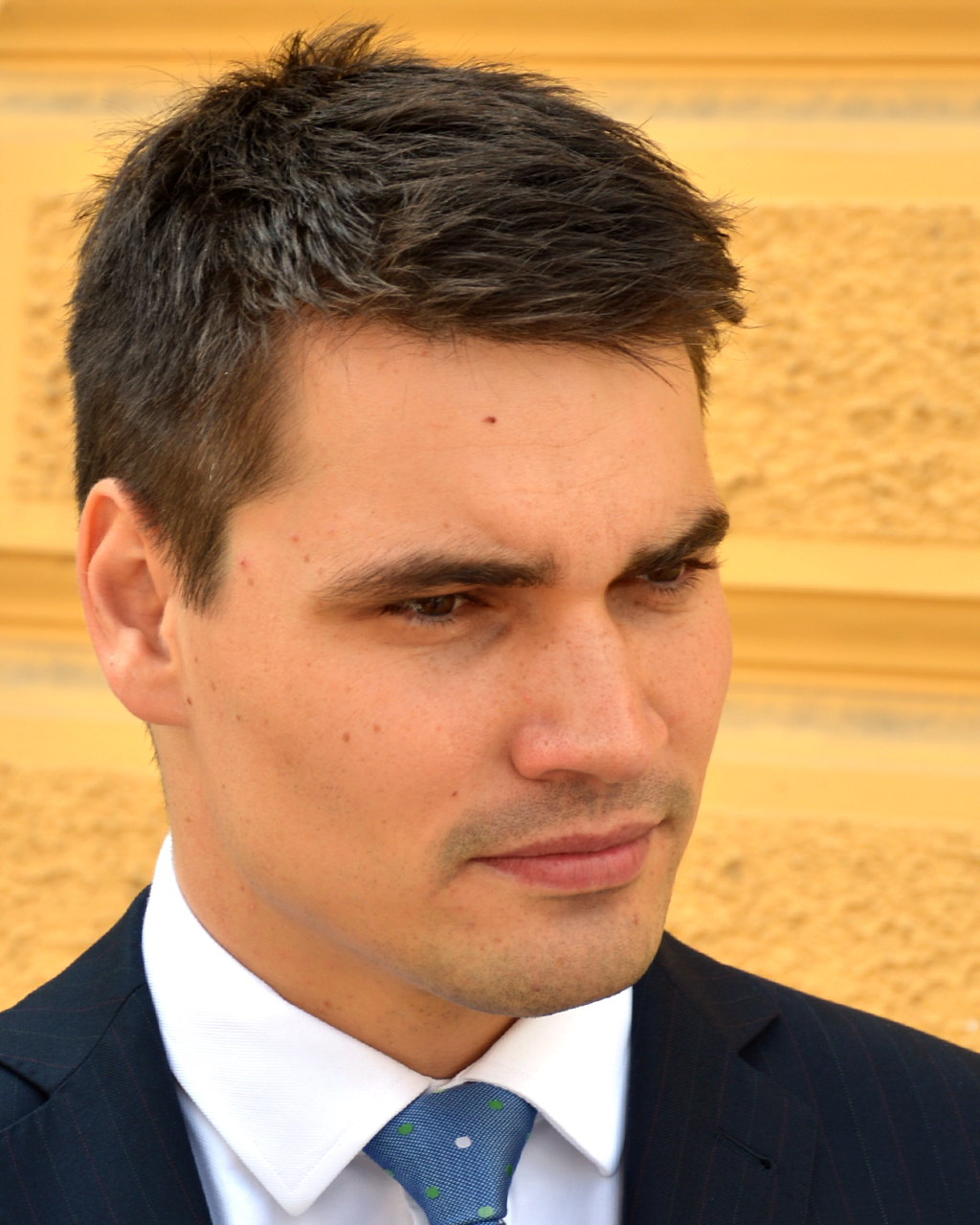
Daniel Stach (* 2. dubna)

- 03. ledna – Tomáš Zohorna, lední hokejista
- 07. ledna – Oliver Dlouhý, podnikatel
- 08. ledna
  - Vojtěch Kotek, herec a dabér
  - Tomáš Krupčík, biatlonista
- 14. ledna – Raego, zpěvák
- 02. února – Radek Dejmek, fotbalista
- 07. února – Marta Prokopová, divadelní herečka
- 11. února – Emma Smetana, herečka a moderátorka
- 13. února – David Bartek, fotbalista
- 17. února – Michael Frolík, hokejový útočník
- 20. února – Jakub Holuša, atlet, běžec
- 28. února – Markéta Irglová, zpěvačka a hudebnice
- 16. března
  - Milan Černý, fotbalista
  - Jiří Tlustý, lední hokejista
- 18. března – CzechCloud, youtuber a streamer
- 20. března – Jan Cina, herec a dabér
- 21. března – Kateřina Čechová, atletka, sprinterka
- 23. března – Michal Neuvirth, lední hokejový brankář
- 01. dubna – Kristýna Kolocová, plážová volejbalistka
- 02. dubna – Daniel Stach, moderátor
- 05. dubna – Aleš Kubát, herec († 25. prosince 2018)
- 14. dubna – Eliška Klučinová, atletka, vícebojařka, olympionička
- 21. dubna – Tereza Dočkalová, herečka
- 29. dubna – Jan Kudlička, atlet, tyčkař
- 16. května – Roman Hájek, novinář a publicista
- 18. května – Dominika Červenková, moderní gymnastka
- 29. květen – Jaroslav Beck, hudební skladatel
- 07. června – Ondřej Biravský, divadelní herec
- 21. června – Zdeněk Šmejkal, fotbalový obránce
- 22. června – Lukáš Bartuněk, tanečník a trenér
- 28. června – Markéta Sluková, plážová volejbalistka
- 17. července
  - Hana Poláková, florbalová útočnice
  - Tereza Diepoldová, paralympionička a politička
- 19. července – Jakub Kovář, hokejový brankář
- 22. července – Jakub Bitman, badmintonista
- 30. července – Filip Dvořák, rychlostní kanoista
- 12. srpna – Vít Beneš, fotbalový obránce
- 01. září – Martina Bárta, zpěvačka a hornistka
- 02. září – Klaudia Dudová, herečka
- 04. září – Tomáš Vaněk, herec, zpěvák a producent
- 13. září – Jan Bartoš, fotbalista
- 17. září – Ivana Korolová, herečka a dabérka
- 30. září – Bořek Dočkal, fotbalista
- 01. října – Jordan Haj, muzikant, herec a režisér
- 19. října – Václav Pilař, fotbalista
- 26. října – Antonín Bořuta, lední hokejista
- 31. října – Marek Boháč, fotbalový brankář
- 08. prosince – Veronika Zvařičová, biatlonistka
- 09. prosince – Veronika Vítková, biatlonistka
- 13. prosince – Denisa Barešová, závodnice ve sportovním aerobiku
- 19. prosince – Patricie Solaříková, herečka
- 31. prosince – Michal Řepík, lední hokejista
- neznámé datum – Zuzana Marková, operní pěvkyně

### Svět

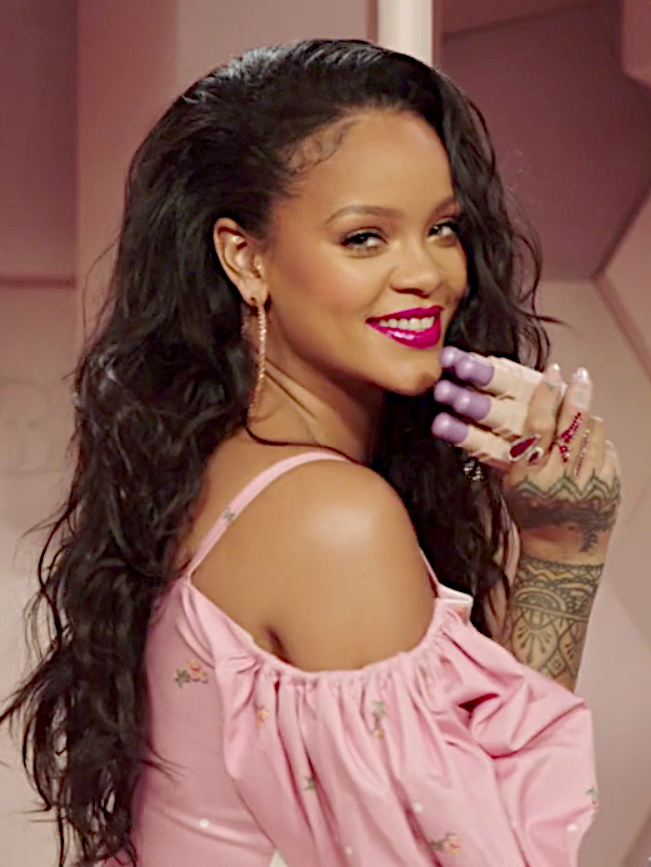
Rihanna (* 20. února)

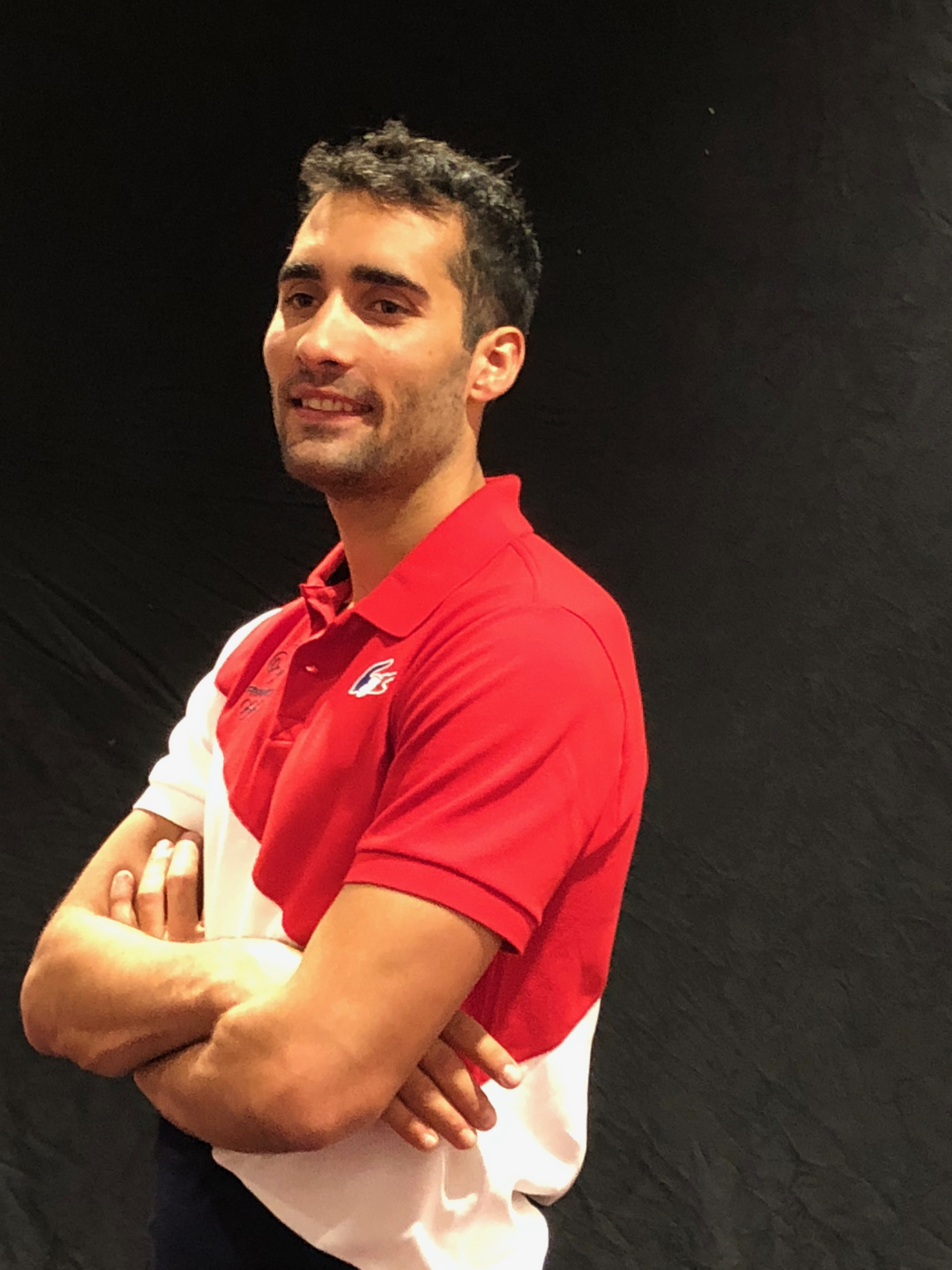
Martin Fourcade (* 14. září)

- 07. ledna – Haley Bennett, americká zpěvačka a herečka
- 12. ledna – Claude Giroux, kanadský lední hokejista
- 15. ledna – Skrillex, americký DJ
- 17. ledna
  - FKA twigs, britská zpěvačka, skladatelka a tanečnice
  - Will Genia, australský ragbista
- 18. ledna – Angelique Kerberová, německá tenistka
- 21. ledna
  - Miloslav Mečíř mladší, slovenský tenista
  - Ashton Eaton, americký desetibojař
- 22. ledna
  - Christian Strohdiek, německý fotbalista
  - Tereza Nvotová, slovenská herečka a režisérka
- 24. ledna – Alhassan Bangura, fotbalista ze Sierry Leone
- 25. ledna – Taťána Golovinová, francouzská tenistka
- 31. ledna – Nemani Nadolo, fidžijský ragbista
- 02. února – Zosia Mamet, americká herečka
- 05. února – Natalie Geisenbergerová, německá sáňkařka
- 06. února – Andrei da Silva Camargo, brazilský fotbalista
- 09. února – Lotte Friisová, dánská plavkyně
- 10. února – Francesco Acerbi, italský fotbalista
- 11. února – Andrij Pohrebňak, ukrajinský sportovní šermíř
- 12. února – Mike Posner, rapper, básník a hudební producent
- 13. února – Jevgenij Garaničev, ruský biatlonista
- 14. února – Ángel Di Maria, argentinský fotbalista
- 16. února – Kim Su-hjon, jihokorejský herec a zpěvák
- 17. února – Natascha Kampuschová, rakouská oběť únosu
- 20. února – Rihanna, barbadoská zpěvačka
- 22. února
  - Kévin Borlée, belgický sprinter
  - Ximena Navarrete, mexická modelka a herečka
- 29. února
  - Hannah Millsová, britská jachtařka
  - Blaine Scully, americký ragbista
- 02. března – James Arthur, anglický zpěvák
- 04. března – Laura Siegemundová, německá teniska
- 06. března – Marina Erakovicová, novozélandská tenistka
- 08. března – Fanny Hornová Birkelandová, norská biatlonistka
- 14. března – Stephen Curry, americký basketbalista
- 15. března – Lil Dicky, americký rapper a komik
- 24. března – Finn Jones, britský herec
- 25. března – Big Sean, americký rapper
- 27. března
  - Brenda Song, americká herečka
  - Jessie J, britská zpěvačka
- 29. března – Jürgen Zopp, estonský tenista
- 02. dubna
  - Leone Nakarawa, fidžijský ragbista
  - Jesse Plemons, americký herec
- 05. dubna – Alexej Volkov, ruský biatlonista
- 08. dubna – Jenni Asserholtová, švédská hokejistka
- 09. dubna – Oskars Cibuļskis, lotyšský lední hokejista
- 10. dubna – Haley Joel Osment, americký herec
- 11. dubna – Tomáš Marcinko, slovenský lední hokejista
- 13. dubna – Anderson Luís de Abreu Oliveira, brazilský fotbalista
- 16. dubna – Tomáš Beňovič, slovenský lední hokejista
- 18. dubna – Vanessa Kirby, britská herečka
- 23. dubna – David Pocock, australský ragbista
- 27. dubna – Lizzo, americká zpěvačka a rapperka
- 30. dubna – Ana de Armas, kubánská herečka
- 02. května – Jerry Akaminko, ghanský fotbalista
- 05. května
  - Adele, anglická zpěvačka, držitelka Grammy
  - Oleksandr Abramenko, ukrajinský akrobatický lyžař
- 07. května – Brandon Jones, americký herec a model
- 11. května
  - Ace Hood, americký rapper
  - Juan Imhoff, argentinský ragbista
  - Blac Chyna,  americká modelka
  - Brad Marchand, kanadský lední hokejista
  - Marcel Kittel, německý silniční cyklista
- 12. května
  - Marcelo Vieira, brazilský fotbalista
  - Judit Pecháček, slovenská herečka
- 17. května – Nikki Reed, americká herečka
- 20. května – Andrij Procenko, ukrajinský atlet, skokan do výšky
- 24. května
  - Barbara Zangerl, rakouská sportovní lezkyně
  - Ljukman Adams, ruský atlet, trojskokan
- 27. května – Andrejs Rastorgujevs, lotyšský biatlonista
- 1. června – Domagoj Duvnjak, chorvatský házenkář
- 02. června
  - Awkwafina, americká herečka, komička a rapperka
  - Sergio Agüero, argentinský fotbalista
- 03. června – Dave East, americký rapper
- 07. června
  - Michael Cera, kanadský herec
  - Jekatěrina Makarovová, ruská tenistka
- 10. června – Patrik Lindberg, švédský profesionální hráč Counter-Strike: Global Offensive
- 11. června – Claire Holtová, australská herečka
- 18. června – Josh Dun, americký hudebník, člen skupiny Twenty One Pilots
- 1. července
  - Tommy Seymour, skotský ragbista
  - Kendra Cocksedgeová, novozélandská ragbistka
- 6. července
  - Andrij Jahodka, ukrajinský sportovní šermíř
  - Cody Fern, australský herec a režisér
- 13. července – Colton Haynes, americký herec a model
- 14. července – Conor McGregor, irský bojovník MMA
- 19. července – Shane Dawson, americký youtuber a komik
- 25. července – Paulinho, brazilský fotbalista
- 29. července – Tarjei Bø, norský biatlonista
- 31. července – Charlie Carver, americký televizní herec
- 05. srpna – Federica Pellegriniová, italská plavkyně
- 08. srpna – Beatrice z Yorku, starší dcera prince Andrewa
- 09. srpna – Július Hudáček, slovenský hokejový brankář
- 12. srpna – Tyson Fury, britský boxer
- 19. srpna
  - Veronica Rothová, americká spisovatelka
  - Viktorija Kutuzovová, ukrajinská tenistka
- 21. srpna – Robert Lewandowski, polský fotbalista
- 23. srpna – Olga Govorcovová, běloruská tenistka
- 24. srpna – Rupert Grint, britský herec
- 25. srpna – Alexandra Burke, britská zpěvačka
- 26. srpna – Cristina Neaguová, rumunská házenkářka
- 29. srpna – Bartosz Kurek, polský volejbalista
- 03. září – Carla Suárezová Navarrová, španělská tenistka
- 14. září – Martin Fourcade, francouzský biatlonista
- 15. září – John Bradley, britský herec
- 19. září – Katrina Bowdenová, americká herečka a modelka
- 20. září – Sergej Bobrovskij, ruský lední hokejový brankář
- 23. září – Juan Martín del Potro, argentinský tenista
- 26. září
  - Kiira Korpiová, finská krasobruslařka
  - James Blake, britský hudebník
- 28. září – Marin Čilić, chorvatský tenista
- 29. září – Kevin Durant, americký basketbalista
- 2. října – Ivan Zaytsev, italský volejbalista
- 03. října
  - ASAP Rocky, americký rapper
  - Alicia Vikander, švédská herečka
- 04. října – Magdaléna Rybáriková, slovenská tenistka
- 05. října – Liban Abdi, somálsko-norský fotbalista
- 09. října – Blessing Okagbareová, nigerijská sprinterka, skokanka do dálky a trojskokanka
- 11. října – Séamus Coleman, irský fotbalista
- 15. října – Mesut Özil, německý fotbalista
- 20. října – Candice Swanepoel, jihoafrická topmodelka
- 21. října – Glen Powell, americký herec
- 31. října – Lizzy Yarnoldová, britská skeletonistka
- 02. listopadu – Julia Görgesová, německá tenistka
- 06. listopadu – Emma Stoneová, americká herečka
- 07. listopadu – Alexandr Dolgopolov, ukrajinský tenista
- 09. listopadu – Nikki Blonsky, americká herečka, zpěvačka a tanečnice
- 15. listopadu
  - B.o.B, americký rapper
  - Morgan Parra, francouzský ragbista
- 19. listopadu – Patrick Kane, americký lední hokejista
- 21. listopadu
  - Aaron Smith, novozélandský ragbista
  - Patrícia Mamonaová, portugalská trojskokanka
- 22. listopadu – Jamie Campbell Bower, britský herec
- 25. listopadu – Nodar Kumaritašvili, gruzínský sáňkař († 12. února 2010)
- 26. listopadu – Tamsin Egerton, britská herečka
- 27. listopadu – Miro Šmajda, slovenský hudební skladatel, textař a zpěvák
- 01. prosince
  - Tyler Joseph, americký hudebník, člen skupiny Twenty One Pilots
  - Zoë Kravitz, americká herečka a modelka
- 05. prosince – Joanna Rowsellová, britská silniční cyklistka
- 07. prosince – Emily Browningová, australská herečka
- 14. prosince – Vanessa Hudgens, americká herečka a zpěvačka
- 16. prosince
  - Mats Hummels, německý fotbalista
  - Pak So-džun, jihokorejský herec
  - Anna Popplewell, britská herečka
- 17. prosince – David Lekuta Rudisha, keňský atlet a běžec
- 18. prosince – Brianne Theisenová-Eatonová, kanadská atletka, vícebojařka
- 19. prosince – Niklas Landin Jacobsen, dánský házenkář
- 20. prosince – Denise Herrmannová-Wicková, německá biatlonistka a běžkyně na lyžích
- 24. prosince – Nikola Mektić, chorvatský tenista
- 27. prosince – Hayley Williams, americká zpěvačka, frontmanka skupiny Paramore
- 29. prosince – Michaela Kociánová, slovenská topmodelka

## Úmrtí

### Česko

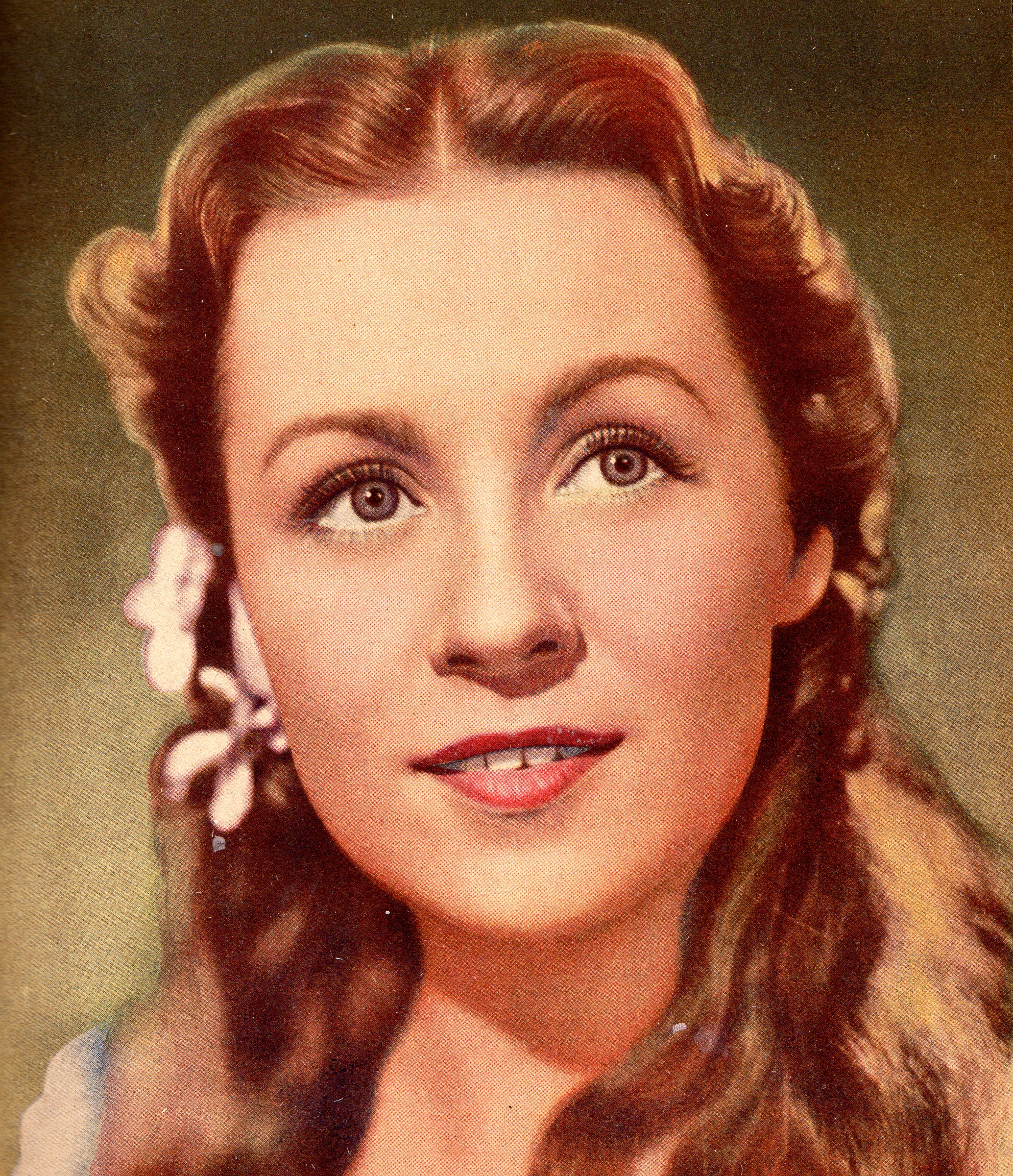
Nataša Gollová († 29. října)

- 05. ledna – Bohuslav Ilek, literární vědec a překladatel (* 9. dubna 1902)
- 14. ledna – Vítek Čapek, výtvarník (* 28. února 1954)
- 16. ledna – Zdeněk Dvořáček, malíř a grafik (* 24. října 1929)
- 21. ledna – Marie Vojtěcha Hasmandová, představená Kongregace Milosrdných sester svatého Karla Boromejského (* 25. března 1914)
- 27. ledna – Krista Bendová, slovenská spisovatelka (* 27. ledna 1923)
- 29. ledna – Václav Turek, malíř, grafik a sochař (* 2. července 1924)
- 02. února – Alois Mourek, fotbalista (* 21. září 1913)
- 04. února – František Masařík, stíhací pilot RAF(* 13. dubna 1918)
- 05. února – Karel Horák, fotbalový reprezentant (* 26. února 1918)
- 09. února – Luděk Forétek, herec (* 27. listopadu 1928)
- 18. února – Jaromír Tobola, katolický teolog (* 23. března 1916)
- 28. února
  - Josef Poulík, archeolog (* 6. srpna 1910)
  - Emil Strankmüller, zpravodajec, účastník zahraničního protinacistického odboje (* 26. února 1902)
- 02. března – Ivo Ducháček, lidovecký a exilový politik (* 27. února 1913)
- 03. března – Libor Fára, sochař a malíř (* 12. září 1925)
- 04. března – Mikuláš Ferjenčík, politik, ministr, exulant (* 6. prosince 1904)
- 08. března – Milivoj Uzelac, skladatel a dirigent (* 16. června 1919)
- 10. března – Luděk Nekuda, hudebník-trumpetista, zpěvák, textař, scenárista a dramaturg (* 10. října 1942)
- 19. března – Jan Buchar, krkonošský lidový vypravěč a spisovatel (* 14. dubna 1895)
- 28. března – Ladislav Mikeš Pařízek, cestovatel a spisovatel (* 17. listopadu 1907)
- 03. dubna – Jaroslav Vozáb, herec (* 16. prosince 1919)
- 05. dubna
  - František Kalousek, archeolog (* 20. prosince 1901)
  - Miroslav Kostka, eskoslovenský malíř a grafik (* 3. prosinec 1924)
- 07. dubna – Josef Kvapil, fotbalový reprezentant (* 4. června 1920)
- 09. dubna – Josef Hubáček, mistr světa v letecké akrobacii (* 17. října 1909)
- 11. dubna – Bohumil Kulínský, sbormistr a hudební pedagog (* 25. srpna 1910)
- 18. dubna – Antonín Puč, fotbalista (* 16. května 1907)
- 20. dubna – Ján Feješ, generální prokurátor (* 5. září 1909)
- 26. dubna – Pavel Wonka, antikomunista a disident (* 23. ledna 1953)
- 29. dubna – Jan Kapr, hudební skladatel (* 12. března 1914)
- 02. května – Jaromír Šavrda, spisovatel, disident a chartista (* 25. května 1933)
- 08. května – Zdeněk Horský, astronom a historik (* 11. března 1929)
- 13. května – Karel Dvořák, spisovatel, novinář, divadelník a překladatel (* 26. března 1911)
- 21. května – Čestmír Kafka, malíř (* 14. listopadu 1922)
- 22. května – Jaroslav Maštalíř, skladatel a klavírista (* 1. května 1906)
- 29. května – Vladimír Menšík, herec (* 9. října 1929)
- 06. června – František Zyka mladší, mistr houslař (* 20. února 1930)
- 11. června – Miroslav Příhoda, varhaník a hudební skladatel (* 20. října 1912)
- 12. června – Vít Obrtel, architekt, scénograf a básník (* 22. března 1901)
- 19. června – Zdeněk Blažek, hudební skladatel (* 24. května 1905)
- 21. června – Zoroslava Drobná, historička umění a archeoložka (* 22. prosince 1907)
- 25. června – Anton Krásnohorský, fotbalový reprezentant (* 22. října 1925)
- 04. července – Aloys Skoumal, literární kritik a překladatel (* 19. června 1904)
- 07. července – Bohumír Matal, malíř (* 13. ledna 1922)
- 09. července – Miloš Václav Kratochvíl, spisovatel (* 6. ledna 1904)
- 11. července – Ludmila Pecháčková, subreta, tanečnice, žurnalistka a spisovatelka (* 3. února 1906)
- 15. července – Jan Brzák, kanoista, olympijský vítěz (* 6. dubna 1912)
- 23. července – Vladimír Vokolek, básník (* 1. ledna 1913)
- 24. července – Karel Knaifl, bojový pilot RAF (* 17. května 1914)
- 13. srpna – Václav Holzknecht, klavírista, hudební vědec, pedagog, spisovatel (* 2. května 1904)
- 16. srpna – Felix Maria Davídek, tajně vysvěcený biskup (* 12. ledna 1921)
- 17. srpna – Jiří Kolšovský, hudebník (* 1955)
- 21. srpna
  - Pavel Kopta, textař, překladatel a divadelní scenárista (* 11. září 1930)
  - Hans Günther Adler, spisovatel a historik (* 2. července 1910)
- 03. září – Karel Tichý, voják a velitel výsadku Destroyer (* 2. listopadu 1904)
- 05. září – Jaroslav Charvát, historik a archivář (* 22. září 1904)
- 06. září – Vojtěch Věchet, fotbalový reprezentant (* 8. února 1912)
- 11. září – Julius Mackerle, automobilový konstruktér (* 18. června 1909)
- 15. září – Oswald Demuth, matematik (* 12. září 1936)
- 17. září – Milan Odehnal, fyzik (* 15. prosince 1932)
- 06. října – Rudolf Janíček, indolog, spisovatel a překladatel (* 16. dubna 1904)
- 16. října – Stanislav Sigmund, rozhlasový sportovní komentátor (* 12. září 1921)
- 17. října – Josef Vlach, houslista a dirigent (* 8. června 1922)
- 23. října – Zdeněk Novák, legionář, prvorepublikový generál, odbojář (* 2. dubna 1891)
- 24. října
  - Jaroslav Malina, skladatel populární hudby a kapelník (* 4. července 1912)
  - Josef Vietze, sudetoněmecký grafik a malíř (* 26. září 1902)
- 26. října – Vlasta Jelínková, herečka (* 31. října 1904)
- 29. října – Nataša Gollová, herečka (* 27. února 1912)
- 14. listopadu – Vladimír Kubeš, právní filozof a profesor občanského práva (* 19. července 1908)
- 17. listopadu – Vratislav Bělík, národopisný spisovatel (* 20. července 1900)
- 02. prosince – Rastislav Váhala, právník, účastník protinacistického odboje (* 9. června 1910)
- 09. prosince – Ludmila Polesná, vodní slalomářka (* 31. srpna 1934)
- 12. prosince – Milan Vlček, katolický kněz (* 13. dubna 1939)
- 14. prosince – Evald Schorm, filmový a divadelní režisér (* 15. prosince 1931)
- 25. prosince – Karel Havlíček, výtvarník (* 31. prosince 1907)
- ? – Ladislav Kobsinek, fašista (* 25. září 1903)
- ? – Karel Sodomka, hudební skladatel, dirigent a sbormistr (* 17. února 1929)

### Svět
- 03. ledna

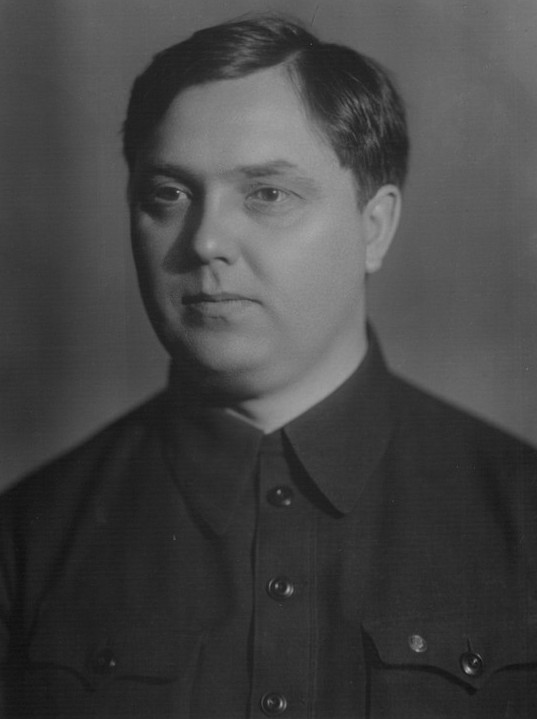
Georgij Maximilianovič Malenkov († 14. ledna)

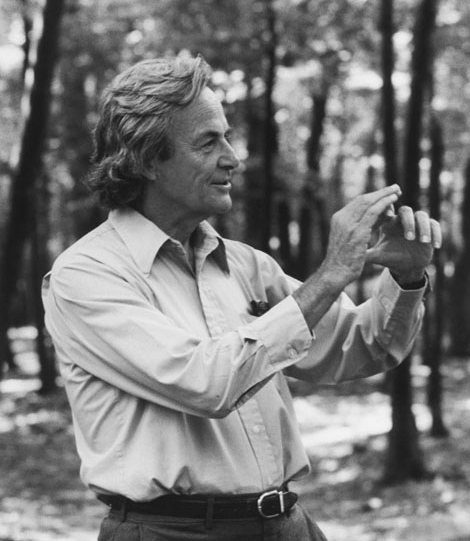
Richard Feynman († 15. února)

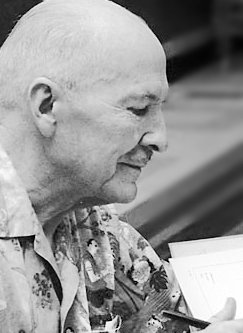
Robert Anson Heinlein († 8. května)

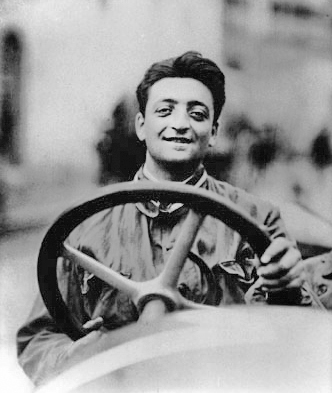
Enzo Ferrari († 14. srpna)

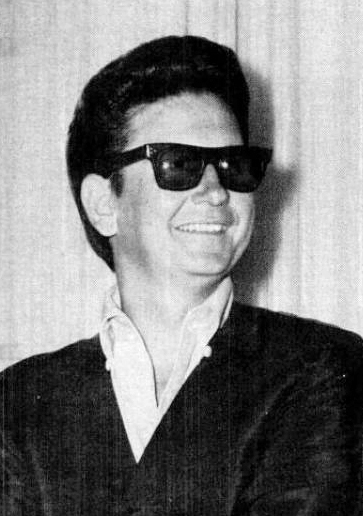
Roy Orbison († 6. prosince)

  - Ján Dopjera, slovensko-americký vynálezce (* 6. července 1893)
  - Gaston Eyskens, premiér Belgie (* 1. dubna 1905)
- 04. ledna – Michal Šteinhíbel, slovenský spisovatel (* 23. září 1901)
- 11. ledna – Isidor Isaac Rabi, americký fyzik, nositel Nobelovy ceny (* 29. července 1898)
- 12. ledna – Joe Albany, americký jazzový klavírista (* 24. ledna 1924)
- 14. ledna – Georgij Maximilianovič Malenkov, sovětský komunistický politik (* 8. ledna 1902)
- 15. ledna – Seán MacBride, irský ministr, nositel Nobelovy ceny (* 26. ledna 1904)
- 19. ledna – Jevgenij Mravinskij, ruský dirigent (* 4. června 1903)
- 21. ledna – Ze'ev Vilna'i, izraelský geograf a spisovatel (* 12. června 1900)
- 23. ledna – Charles Glen King, americký biochemik (* 22. října 1896)
- 26. ledna – Raymond Williams, britský literární teoretik a spisovatel (* 31. srpna 1921)
- 01. února – Heather O'Rourke, americká dětská herečka (* 27. prosince 1975)
- 08. února – Alfréd Wetzler, slovenský spisovatel (* 10. května 1918)
- 09. února – Kurt Herbert Adler, rakouský dirigent (* 2. dubna 1905)
- 14. února – Frederick Loewe, německý hudební skladatel (* 10. června 1901)
- 15. února
  - Richard Feynman, americký fyzik, nositel Nobelovy ceny (* 11. května 1918)
  - Al Cohn, americký jazzový saxofonista a hudební skladatel (* 24. listopadu 1925)
- 19. února
  - André Frédéric Cournand, francouzsko-americký lékař, nositel Nobelovy ceny (* 24. září 1895)
  - René Char, francouzský básník a odbojář (* 14. července 1907)
- 24. února
  - Memphis Slim, americký bluesový zpěvák a klavírista (* 3. září 1915)
  - Bljuma Zeigarniková, sovětská psycholožka (* 9. listopadu 1900)
- 03. března – Sewall Wright, americký genetik (* 21. prosince 1889)
- 05. března – Różka Korczak-Marla, židovská partyzánka (* 24. dubna 1921)
- 08. března – Ken Colyer, britský jazzový trumpetista (* 18. dubna 1928)
- 09. března
  - Kurt Georg Kiesinger, spolkový kancléř Německé spolkové republiky (* 6. dubna 1904)
  - Janez Janžekovič, slovinský kněz, teolog a filosof (* 4. března 1901)
- 14. března
  - Willi Apel, americký muzikolog německého původu (* 10. října 1893)
  - Bruno Balz, německý tvůrce textů písní (* 6. října 1902)
- 15. března – Dannie Richmond, americký jazzový bubeník (* 15. prosince 1935)
- 23. března – Štefan Boleslav Roman, předseda a zakladatel Světového kongresu Slováků (* 17. dubna 1921)
- 30. března
  - John Clellon Holmes, americký romanopisec a básník (* 12. března 1926)
  - Edgar Faure, premiér Francie (* 18. srpna 1908)
- 31. března – William McMahon, předseda vlády Austrálie (* 23. února 1908)
- 07. dubna – Hamdija Pozderac, viceprezident Jugoslávie (* 15. ledna 1924)
- 12. dubna – Alan Paton, jihoafrický spisovatel (* 11. ledna 1903)
- 16. dubna – José Dolhem, francouzský automobilový závodník (* 26. dubna 1944)
- 17. dubna
  - Daniel Rapant, slovenský historik (* 17. dubna 1897)
  - Toni Frissellová, americká fotografka (* 10. března 1907)
- 20. dubna – Gil Evans, kanadský jazzový klavírista a hudební skladatel (* 13. května 1912)
- 21. dubna – Paul Steinitz, anglický varhaník a pedagog (* 25. srpna 1909)
- 23. dubna – Axel Grönberg, švédský zápasník, olympijský vítěz (* 9. května 1918)
- 25. dubna
  - Valerie Solanasová, americká spisovatelka (* 9. dubna 1936)
  - Clifford D. Simak, americký spisovatel science fiction (* 3. srpna 1904)
- 27. dubna – Valerij Legasov, vedoucí vyšetřovací komise Černobylské havárie (* 1. září 1936)
- 03. května – Carl Erhardt, britský hokejista (* 15. února 1897)
- 06. května – Gejza Dusík, slovenský hudební skladatel (* 1. dubna 1907)
- 08. května – Robert Anson Heinlein, americký spisovatel science fiction (* 7. července 1907)
- 11. května – Kim Philby, důstojník britských tajných služeb a agent KGB (* 1. ledna 1912)
- 13. května
  - Chet Baker, americký jazzový trumpetista (* 23. prosince 1929)
  - Sergej Georgijevič Gorškov, admirál loďstva Sovětského svazu (* 26. února 1910)
  - Nikolaj Fjodorovič Makarov, sovětský konstruktér zbraní (* 22. května 1914)
- 14. května – Willem Drees, nizozemský premiér (* 5. července 1886)
- 16. května – Anatolij Masljonkin, sovětský fotbalista (* 29. červen 1930)
- 23. května – Aja Kitó, japonská spisovatelka (* 19. července 1962)
- 25. května – Ernst Ruska, německý fyzik, nositel Nobelovy ceny (* 25. prosince 1906)
- 30. května – Ella Rainesová, americká herečka (* 6. srpna 1920)
- 01. června – Herbert Feigl, rakouský filosof (* 14. prosince 1902)
- 11. června – Giuseppe Saragat, 5. prezident Itálie (* 19. září 1898)
- 16. června – Ľudovít Absolon, slovenský fotograf (* 29. srpna 1909)
- 18. června – Archie Cochrane, skotský lékař (* 12. ledna 1909)
- 22. června – Juan Di Sandro, italsko-argentinský reportážní fotograf (* 22. března 1898)
- 26. června – Hans Urs von Balthasar, švýcarský katolický teolog (* 12. srpna 1905)
- 27. června
  - Frank Zamboni, americký vynálezce (* 16. ledna 1901)
  - Ann Mari Falková, švédská spisovatelka (* 19. prosince 1916)
- 01. července – Hermann Volk, mohučský biskup, teolog a kardinál (* 27. prosince 1903)
- 06. července – Ray Barbuti, americký sprinter, dvojnásobný olympijský vítěz (* 12. června 1905)
- 07. července – Paula Mollenhauerová, německá atletka, diskařka (* 22. prosince 1908)
- 11. července – Barbara Woottonová, britská socioložka a ekonomka (* 14. května 1897)
- 18. července – Nico, německá zpěvačka, herečka a modelka (* 16. října 1938)
- 24. července – Ilona Eleková, maďarská olympijská vítězka v šermu (* 17. května 1907)
- 25. července – Judith Barsi, hvězda dětských rolí (* 6. června 1978)
- 28. července – Dmitrij Alexandrovič Bilenkin, ruský sovětský autor vědecko-fantastické literatury (* 21. září 1933)
- 01. srpna – John Francis Dearden, arcibiskup Detroitu a kardinál (* 15. října 1907)
- 02. srpna – Raymond Carver, americký spisovatel a básník (* 25. května 1938)
- 05. srpna – Colin Higgins, americký herec, režisér a scenárista (* 28. července 1941)
- 06. srpna – Anatolij Levčenko, sovětský zkušební letec a kosmonaut (* 21. května 1941)
- 09. srpna – Giacinto Scelsi, italský hudební skladatel (* 8. ledna 1905)
- 12. srpna – Zerubavel Gil'ad, izraelský spisovatel (* 9. prosince 1912)
- 14. srpna – Enzo Ferrari, italský automobilový závodník, zakladatel automobilky Ferrari (* 18. února 1898)
- 25. srpna – Françoise Dolto, francouzská psychoanalytička a pediatrička (* 6. listopadu 1908)
- 28. srpna – Paul Grice, britský filozof (* 13. března 1913)
- 01. září – Luis Walter Alvarez, americký fyzik španělského původu (* 13. června 1911)
- 03. září – Richard Torriani, švýcarský hokejista a sáňkař (* 1. říjen 1911)
- 05. září – Vasilij Pavlovič Mžavanadze, gruzínský politik (* 20. září 1902)
- 07. září – Károly Reich, maďarský malíř, grafik a ilustrátor (* 8. srpna 1922)
- 10. září – Virginia Satirová, americká terapeutka (* 26. června 1916)
- 16. září
  - Maximilian Hüttisch, německý malíř a grafik (* 6. listopadu 1911)
  - Richard Paul Lohse, švýcarský malíř a grafický designér (* 13. září 1902)
- 20. září – Tibor Sekelj, chorvatský novinář, badatel a spisovatel (* 14. února 1912)
- 23. září – Arwel Hughes, velšský hudební skladatel, dirigent a varhaník (* 25. srpna 1909)
- 29. září
  - Andrej Sirácky, slovenský sociolog, filozof, politolog (* 9. prosinec 1900)
  - Charles Addams, americký autor komiksů (* 7. ledna 1912)
- 30. září – Truong Chinh, vietnamský prezident (* 2. února 1907)
- 03. října – Franz Josef Strauß, ministerský předseda Svobodného státu Bavorsko (* 6. září 1915)
- 04. října – Carlo Carretto, italský spisovatel (* 2. dubna 1910)
- 09. října
  - Felix Wankel, německý mechanik a konstruktér (* 13. srpna 1902)
  - Mousey Alexander, americký jazzový hudebník (* 29. června 1922)
- 15. října – Kaikhosru Shapurji Sorabji, britský hudební skladatel, kritik, klavírista a spisovatel (* 14. srpna 1892)
- 17. října – Peter Božík, (česko)slovenský horolezec (* 5. června 1954)
- 19. října – Son House, americký bluesový kytarista a zpěvák (* 21. března 1902)
- 24. října – Henry Armstrong, americký boxer (* 12. prosince 1912)
- 29. října – Thomas Benjamin Cooray, srílanský arcibiskup a kardinál (* 28. prosince 1901)
- 31. října – George Uhlenbeck, nizozemský fyzik (* 6. prosince 1900)
- 04. listopadu – Takeo Miki, premiér Japonska (* 17. března 1907)
- 08. listopadu – Ján Pásztor, nitranský biskup (* 27. ledna 1912)
- 21. listopadu – Žofie Sasko-Výmarsko-Eisenašská, schwarzburská kněžna (* 20. března 1911)
- 22. listopadu
  - Erich Fried, rakouský básník (* 6. května 1921)
  - Luis Barragán, mexický architekt (* 9. března 1902)
- 30. listopadu – Charlie Rouse, americký jazzový saxofonista a flétnista (* 6. dubna 1924)
- listopad – Jakov Volček, sovětský spisovatel (* 17. dubna 1912)
- 05. prosince – Aurélien Sauvageot, francouzský jazykovědec (* 13. dubna 1897)
- 06. prosince – Roy Orbison, americký zpěvák, kytarista a skladatel (* 23. dubna 1936)
- 10. prosince – Alexandr Vinogradov, sovětský hokejový reprezentant (* 28. února 1918)
- 12. prosince – Rudolf Schündler, německý herec a režisér (* 17. dubna 1906)
- 16. prosince – Sylvester, americký disco, soul drag queen a zpěvák (* 6. září 1947)
- 21. prosince – Nikolaas Tinbergen, nizozemský biolog, nositel Nobelovy ceny (* 15. dubna 1907)
- 24. prosince – Antonie Schwarzenbergová, princezna z Fürstenbergu, byla matka Karla Schwarzenberga (* 12. ledna 1905)
- 22. prosince – Chico Mendes, brazilský ekologický aktivista (* 15. prosince 1944)
- 26. prosince
  - Pablo Sorozábal, španělský dirigent a hudební skladatel (* 18. září 1897)
  - Otto Zdansky, rakouský paleontolog (* 28. listopadu 1894)
- 27. prosince – Donald Laycock, australský jazykovědec a antropolog (* ? 1936)
- 30. prosince – Julij Markovič Daniel, sovětský spisovatel, disident a politický vězeň (* 15. listopadu 1925)
- neznámé datum
  - Toni Iordache, rumunský romský cimbalista (* 17. prosince 1942)

## Hlavy států
Amerika
- Spojené státy americké – Ronald Reagan
- Kanada – předseda vlády Brian Mulroney

Asie
- Japonsko – císař Hirohito

Evropa
- ČSSR – Gustáv Husák
- Finsko – Mauno Koivisto
- Francie – François Mitterrand
- Německo – Richard von Weizsäcker
- Norsko – král Olaf V.
- Polsko – Henryk Jabłoński
- Rakousko – Kurt Waldheim
- Řecko – Christos Sartzetakis
- SSSR – Andrej Andrejevič Gromyko je nahrazen ve funkci předsedy prezidia Nejvyššího sovětu SSSR Michailem Gorbačovem, vedle toho nadále zůstává generálním tajemníkem ÚV KSSS.
- Švédsko – král Karel XVI. Gustav
- Turecko – Kenan Evren
- Vatikán – Jan Pavel II.
- Velká Británie – královna Alžběta II., předseda vlády Margaret Thatcherová

### Digitální archivy k roku 1988
- Pořad stanice Český rozhlas 6 Rok po roce – rok 1988
- Rudé právo v archivu Ústavu pro českou literaturu – ročník 68 rok 1988